# 위키블루
위키블루는 대한민국의 온라인 뉴스매체이다. 페이스북, 트위터, 인스타그램, 네이버 포스트 등 SNS을 통해 뉴스를 제공한다.
미국의 뉴스 전문 블로그 <허핑턴포스트>를 벤치마크했다. 편집인·발행인은 홍상민이다.